# Pułapka komunikacyjna (socjologia)
Pułapka komunikacyjna – zjawisko społeczne polegające na pozostawaniu przedstawicieli poszczególnych grup społecznych w uświęconych tradycją układach w sposób nieświadomy i trudny do wybrnięcia. Transparentnym przykładem pułapki komunikacyjnej jest przeświadczenie, że kobiety nie mają potrzeby oraz kwalifikacji do pełnienia etatowych funkcji kierowniczych; podczas gdy w rzeczywistości wynika to z nieumocowania ich w sieci kontaktów biznesowych zbudowanych na zasadach preferencyjnych dla mężczyzn. Innym przykładem pułapki komunikacyjnej (w dodatku obustronnej) jest wzajemna niechęć do zaufania sobie nawzajem między nastolatkami, a ich wychowawcami: nastolatkowie upatrują u wychowawców zamiar ciągłego inwigilowania i demonstrowania swojej władzy (a więc wyższości nad osobami młodszymi) tym samym jednoznacznie ich potępiając, podczas gdy wychowawcy swoje działania motywują szczerą troską o dobro podopiecznych tym samym jednoznacznie uzasadniając słuszność swojego postępowania.